# Тарасов, Олег Сергеевич
Олег Сергеевич Тарасов (укр. Олег Сергійович Тарасов; род. 26 февраля 1984, Кировоград) — украинский предприниматель, политик.
Народный депутат Украины IX созыва.

## Биография
Окончил Киевский национальный университет имени Тараса Шевченко (специальность «Международный бизнес»).
Тарасов является заместителем директора по внешнеэкономической деятельности частного предприятия «Агроэкстра».
Он работал менеджером внешнеэкономической деятельности, в течение многих лет занимал руководящие должности в различных компаниях и организациях.
Заместитель председателя Всеукраинского аграрного совета, глава Украинского зернового союза.

## Политическая деятельность
Кандидат в народные депутаты от партии «Слуга народа» на парламентских выборах 2019 года, № 74 в списке. На время выборов: заместитель директора по внешнеэкономической деятельности ЧП «Агроэкстра», беспартийный. Проживает в Кропивницком.
Член Комитета Верховной Рады по вопросам аграрной и земельной политики, председатель подкомитета по вопросам совершенствования структуры государственного управления в сфере агропромышленного комплекса.
Заместитель члена Украинской части Парламентского комитета ассоциации.